# Layout funcional
Verifica-se que, em sua grande maioria, os projetos de construção civil e/ou ampliação das partes físicas das empresas possuem na essência uma preocupação muito acentuada com o fator estético, ignorando muitas vezes as atividades que serão desenvolvidas, o fluxo dos processos administrativos e operacionais, ou seja, o layout (arranjo físico) funcional (Colenghi, 2007).
Dentro da esfera da qualidade total, um layout funcional proporciona:
a) aos funcionários - conforto, bem-estar, satisfação e segurança no trabalho;
b) aos clientes - melhores produtos e serviços, um ambiente saudável, gostoso de ser visitado (ex: shoppings);
c) às operações - fluxo de trabalho mais racional, menor tempo de produção, diminuição do fluxo de recursos materiais, humanos e da linha de produtos, aumento dos níveis de eficiência administrativa e operacional;
d) ao espaço físico - flexibilidade na disposição dos equipamentos de produção e áreas físicas e possibilidade de ampliação destas áreas, aproveitamento do espaço da melhor maneira possível;
e) à empresa como um todo - integração de todos os processos e todos os elementos envolvidos em sua execução, cujos resultados serão: aumento dos níveis de qualidade, produtividade e eliminação dos desperdícios.
Para calcular a área necessária ao desenvolvimento das atividades de cada trabalhador, é necessário considerar três tipos de superfície:
- SE = Superfície Estática - é a sombra do equipamento (computador, mesa, cadeira, arquivo etc.) projetada sobre o solo. Para calcular basta verificar a área do equipamento.

Exemplo: mesa de uma secretária medindo 0,60 x 1,20 m
SE = 0,60 x 1,20 = 0,72 m2
- SU = Superfície de Utilização - é a área necessária para operação e manutenção do equipamento de trabalho, ou seja, o número de lados para o envio ou recebimento do produto do trabalho.
- SU = SE. N (N = número de lados utilizados do equipamento).

Exemplo: a mesa da secretária está encostada na parede, em um dos lados está a cadeira, portanto a sua mesa possui dois lados de utilização.
SU = 0,72 m2 x 2 = 1,44 m2
- SC = Superfície de Circulação - é a área necessária à circulação de pessoas, materiais, documentos e outros componentes de trabalho.
- SC = (SE + SU). K (K = coeficiente de circulação).

Nota - o coeficiente de circulação varia de acordo com cada tipo de equipamento. Geralmente para equipamentos de escritório é de 1,00 a 2,00, e para equipamentos industriais de 0,30 a 3,00.
Exemplo: considerando a mesma mesa do exemplo anterior e considerando o K = 1,00, tem-se:
SC = (0,72 m2 + 1,44 m2). 1,00 = 2,16 m2
- ST = Superfície Total - é o somatório das três superfícies anteriores,

ST = SE + SC + SU  ∴  ST = 0,72 m2 + 1,44 m2 + 2,16 m2 = 4,32 m2
ou seja, a superfície total necessária para a secretária desenvolver suas funções é de 4,32 m2.